# 竊取太陽的男人
《竊取太陽的男人》（日语：／）是一部於1979年上映的日本動作驚悚電影，該片由長谷川和彦執導，澤田研二主演。該電影由Kitty film製作，東寶發行。講述一名男子製造原子彈並以此威脅日本政府的故事。
由於電影內容極具爭議，包括未經准許在國會議事堂、皇居及首都高速道路進行外景拍攝，製造原子彈及巴士劫持等橋段，對當時日本社會而言相當大膽。電影上映後榮獲多項電影獎項，但長期以來被視為邪典電影，導致該片曾一度陷入觀賞困難的狀態。在1980年代，該片與《狂野的雷霆》組成雙片放映。
隨著時間推移，該片評價獲得了重新評估，在《電影旬報》1999年「電影人選出的歷代百大日本電影」中排名第13位，2009年「歷代電影遺產200（日本電影篇）」中的「日本電影史十大佳作」則名列第7位。在1970年代後的作品中，僅次於排名第5的《無仁義之戰》。而在《電影旬報》2018年8月上旬號的「1970年代日本電影十大佳作」評選中，本片更超越《無仁義之戰》，獲選為第1名。

## 劇情大綱
城戶誠是一名精神不振的高中科學與化學教師。一日，他與學生們在皇居的校外教學中意外捲入校車劫持事件，城戶因在此事與丸之內警察署的刑警山下聯手制伏劫匪，被外界譽為英雄。然而在這次事件後，他的行為逐漸變得異常，例如在課間休息時翻越學校圍欄，或在課堂上滔滔不絕地講解原子能與核武製造。事實上，這一切都是他即將犯罪的準備過程。他決定親手打造一枚原子彈。
隨後，城戶成功從位於茨城縣東海村的核電站竊取钚同位素，並提取足夠材料製造出兩顆炸彈——其中一枚是真正的核彈，另一枚則僅含微量放射性物質，實際上只是個誘餌。他將假炸彈放置在國會議事堂的廁內，並致電警方，要求由山下負責此案。由於通話時使用了變聲裝置，山下並未察覺幕後主使正是城戶本人。
真琴的第一個請求是「要求電視台依其要求完整轉播職棒夜賽。」因而成功迫使政府讓步，之後，他聽從一位暱稱「Zero」的廣播主持人建議，決定利用真正的核彈進一步施壓政府，要求解除滾石樂隊的入境禁令，允許其在日本演出。由於吉他手基思·理查兹曾因毒品案被捕，樂隊原本被禁止入境，但在城戶的脅迫下，政府最終讓步，滾石樂隊的東京演唱會順利排上日程。
演唱會當天，城戶攜帶核彈前往會場，卻發現自己一路受到山下的跟蹤。原來，滾石樂隊原本並未計劃訪問日本，政府只是配合警方的計謀，故意散布假消息，藉此吸引城戶現身。同時，警方還準備在觀眾席引發騷亂，趁機逮捕在場的所有嫌疑人，藉此揪出幕後主使。察覺事有蹊蹺的城戶立刻掏出手槍，將山下挾持至屋頂，並親口承認自己就是幕後勒索者。兩人隨即爆發激烈搏鬥，最終雙雙從屋頂墜落。關鍵時刻，城戶緊緊抓住一條電線，僥倖生還，而山下則墜落身亡。仍然握有核彈的城戶拖著傷痕累累的身體離開現場。
然而，由於長時間暴露於輻射之下，他的身體逐漸虛弱，傷口仍在不斷滲血。他扛著核彈艱難地穿越城市，時間一分一秒流逝。三十分鐘後，身後突然傳來滴答聲——緊接著，一聲震耳欲聾的爆炸響起——

## 演員列表
- 城戶誠：澤田研二
- 山下滿州男警部：菅原文太
- 澤井零子（Zero）：池上季実子（日语：池上季実子）
- 田中警察廳長官：北村和夫（日语：北村和夫）
- 仲山總理大臣秘書：神山繁（日语：神山繁）
- 市川博士：佐藤慶（日语：佐藤慶）
- 巴士劫匪山崎留吉：伊藤雄之助（日语：伊藤雄之助）（特別出演）
- 水島刑事：汐路章（日语：汐路章）
- 里見刑事：市川好朗（日语：市川好朗）
- 石川刑事：石山雄大（日语：石山雄大）
- 佐佐木刑事：森大河（日语：森大河）
- 百貨刑事：木樽仙三
- 田所刑事：中平哲仟
- 田中長官的部下・江川：江角英明（日语：江角英明）
- 廣播製作人・淺井：風間杜夫
- 電電公社技師：草薙幸二郎
- 薪資族：小松方正
- 百貨刑事：浜口竜哉
- 蒙太奇導演：五條博
- 本部刑事：沢田情児
- 警視総監：久遠利三（日语：久遠利三）
- 巡査部長：高並功
- 百貨公司警察：奈辺悟
- 皇居警官：幸英二
- 狙撃隊員：細川純一（日语：細川純一）
- 皇居警官：吉宮慎一
- 百貨公司警察：宮城健太狼
- 本部の刑事：佐藤了一、賀川修嗣
- 百貨公司警察：溝口拳
- 本部の刑事：森洋二
- 観光バスの運転手：谷口永伍
- 皇居警官：大平忠行
- 公寓管理人：高山千草（日语：高山千草）
- 百貨屋頂上的女子：高橋ナナコ
- 街頭公眾電話的女子：森みどり
- 總監側近：庄司三郎
- 皇居警官：小見山玉樹
- 百貨公司警察：小寺大介（日语：小寺大介）、柄沢英二（日语：柄沢英二）
- 皇居刑事：古屋哲
- 皇居警官：麿のぼる
- 皇居刑事：今村昭信
- 狙撃隊員：堀礼文（日语：堀礼文）、草薙良一（日语：草薙良一）、永井雅春（日语：永井雅春）
- 城戸の生徒：星一、井上裕季子（日语：井上裕季子）、上田正雄、戸川京子（日语：戸川京子）、山添三千代（日语：山添三千代）、増田康好（日语：増田康好）、岩本和弘（日语：岩本和弘）、木島久司、鹿股裕司（日语：鹿股裕司）、香山リカ（子役）、宮田啓之、坂本智一
- 高利貸者：西田敏行
- 交通警官：水谷豊（日语：水谷豊）
- 新聞播音員：林美雄（日语：林美雄）
- 特技演員：三石千尋（日语：三石千尋）、大友千秋（日语：大友千秋）、マイク・スタントマン・チーム

## 製作

### 製作人員
- 製作：山本又一朗（日语：山本又一朗）
- 製作人：伊地智啓（日语：伊地智啓）
- 監督：長谷川和彦
- 原案：莱纳德·施拉德
- 脚本：莱纳德·施拉德、長谷川和彦
- 攝影：鈴木達夫
- 音樂製作人：多賀英典
- 音樂：井上尭之（日语：井上尭之）（作曲）、星勝（日语：星勝）（編曲）
- 選曲：小野寺修（日语：小野寺修）
- 美術：横尾嘉良
- 録音：紅谷愃一（日语：紅谷愃一）
- 照明：熊谷秀夫
- 編集：鈴木晄（日语：鈴木晄）
- 助監督：相米慎二、高橋芳朗（日语：高橋芳朗）、矢野広成、榎戸耕、森安建雄
- 制作助手：黒沢清（日语：黒沢清）
- 擬斗：西本良治郎（日本动作娱乐公司）
- 合成：デン・フィルム・エフェクト（日语：飯塚定雄）
- 現像：東洋現像所（日语：東洋現像所）
- 協力：東洋工業（現：マツダ）

### 籌備
根據Kitty film社長多賀英典表示，《竊取太陽的男人》的誕生起源於長谷川和彥的提議。當時，長谷川與黑澤滿、伊地智嘖一同離開日活，希望能自行製作電影，於是找上了多賀的公司。多賀本身是宝丽多唱片的音樂製作人，曾負責小椋佳與井上陽水等人的音樂事業，之後獨立創辦了Kitty Records。然而，他認為要進一步拓展事業，電影是不可或缺的一環。
山本又一朗擔任製片人時，與多賀商討製作一部由村上龍擔任編劇、長谷川和彥執導的電影，並獲得多賀的資金支持。此外，相米慎二也參與其中，擔任長谷川的副導演。然而，當時的製作團隊成員背景各異，缺乏協調，最終，由於團隊運作不順利，山本退出，轉而投入真人電影《凡爾賽玫瑰》。村上龍為長谷川寫了五個劇本，其中之一後來成為小說《寄物櫃里的嬰孩》的原型。然而，長谷川對這些劇本都不滿意，最後選擇與莱纳德·施拉德合作，開始製作《竊取太陽的男人》。
最初，山本又一朗也參與了該片的製作，但後來因投身《凡爾賽玫瑰》而離開日本。當他回國後，多賀決定繼續推動《竊取太陽的男人》的製作，並承擔預算超支的責任。最終伊地智退出製片，山本成為實際的製片人。

### 策劃與編劇
長谷川在1977年春前往美國與雷納德·施瑞德結識，兩人交流彼此的成長背景。當施瑞德得知長谷川是廣島出生、屬於胎內被爆者時，還開玩笑問：「所以你的小名是哥吉拉？」長谷川則回答：「那是另一回事了。」兩人雖然相約未來可能合作，但當時並未特別期待。施瑞德受長谷川的身世啟發，並從雜誌《刺客》（Assassin）上讀到「一個人具備製造原子彈的條件」的文章，於是產生了劇情構想。他設計的故事大綱是：「一名自稱「9號」普通年輕人製造原子彈威脅政府。他的第一個要求是「讓電視台把棒球轉播播完」，最後他帶著錢和女人逃往巴西。」
施瑞德1977年6月訪日時，長谷川認為這樣的結局浪費了原子彈的概念，提出「應該讓主角在製造原子彈的過程中遭受輻射」，但施瑞德堅持讓電影保持明快的動作喜劇風格，擔心這會影響票房，兩人大吵一架。最終，長谷川強硬地決定，不能只拍娛樂片。
施瑞德原本希望與9號對峙的刑警形象類似於三波伸介或伴淳三郎這樣的喜劇角色，但長谷川則要求設計成「像《野良犬》中的三船敏郎，但年長30歲的刑警」，塑造更具宿命感的「男人與男人的對決」。他甚至認為兩人可以帶點「父子情結」的同性情誼。
最初的劇本長達兩冊電話簿的厚度，施瑞德的版本中，主角「城戶」原本有與校長爭吵、與女教師發生關係等細節，但長谷川認為這些設定反而削弱電影張力，因此刪除了所有家庭關係與人際互動，使主角成為孤獨生活在都市的中學教師。劇本歷經1年時間才最終完成，期間相米慎二與黑澤清也參與了撰寫。。山本對劇本內容感興趣，也認可長谷川的寫作才華，但認為成本過高，現實難以操作，因此起初拒絕。但長谷川與相米慎二不斷遊說，最終山本決定：「可能會破產，但值得一試。」山本的目標是：「讓《竊取太陽的男人》成為日本首部能進軍海外的現代劇」，並希望藉此彌補《凡爾賽玫瑰》未能實現的夢想，並在五年內進軍好萊塢。
長谷川對山本的背景一開始並不熟悉，認為他只是個臨時被多賀社長收留的製作人，甚至覺得山本當初的計畫像是在吹牛。不過，長谷川也認可「山本與企業內的製片人不同，企業內的製片人總是說「這不可能」，但山本卻認為「不可能的事才有趣」。多賀英典則對這部「厚得荒謬的劇本」感到無奈，但仍決定全力支持。電影製作預算定為3億7000萬日圓，但從一開始就短缺1億7000萬。最終，東寶於1978年年底確定負責電影發行。

### 標題
施瑞德提交的初稿標題為英文《The Kid Who Robbed Japan》（偷走日本的小子），但「Kid」一詞難以找到合適的日文對應詞，因此長谷川最初將其定名為《會笑的原子彈》（笑う原爆）。然而，東寶方面對於在片名中使用「原爆」有所顧忌，因此在準備階段，影片以《日本對我》作為暫定標題。之後，片名歷經多次更改，包括《鈽之戀》（プルトニウム・ラブ）、《偷走日本的男人》（日本を盗んだ男）等，最終長谷川基於「將太陽與原爆重疊」的構想。片名既象徵擁有太陽能量的核武器，也指向日章旗所代表的日本。
以往日本電影在涉及原爆題材時，幾乎都是從受害者的視角展開，而本片卻是站在「加害者」的立場，並將其打造為一部規模宏大的娛樂作品，這在當時可謂極度大膽。其中，主角在製造原子彈時遭受輻射的設定，正是來自導演長谷川的構想——他本人便是「胎內被爆者」（即母親懷孕時受原爆影響的倖存者）。拍攝期間，有抗議團體到場表達不滿，長谷川則出示了自己的「特別被爆者手帳」，親自說明來龍去脈，最終成功說服對方。
此外，在上映前的宣傳活動中，一檔電視節目使用了「ジュリーってゲンバクのように強〜イ男」（Julie強得像原子彈一樣）作為副標題，結果遭到抗議。

### 選角
製作人山本最初考慮由萩原健一擔任主角。另一方面，長谷川則希望警部的形象是一名「如同不动明王般的剛烈刑警」，因此他向啟發自己投身電影界的高倉健提出邀約，然而高倉卻表示：「我比較想演製造原爆的那一方」。由於長谷川希望這名教師是一個吊兒郎當的角色，與高倉的形象不符，因此最終未能成事。錄音師紅谷愃一回憶道：「如果當時真的和健先生合作，現場應該無法順利進行，恐怕途中就會出現問題」。
長谷川與菅原文太原本就是新宿黃金街的酒友，因此當長谷川提出邀請時，菅原爽快地回答：「這很有趣嘛，來演吧！」。長谷川推測：「當時文太先生正拍著《卡車野郎》系列，可能也正處於想在其他作品中放飛自我的時期吧」。此外，菅原還提議：「主角要不要找Julie（澤田研二）試試？」。於是長谷川親自與澤田接洽，然而對方的行程已排滿一年半，最終等了一年，才終於讓他空出三個月時間進行拍攝。當時澤田的經紀人十分積極，表示：「無論如何，我希望讓澤田來演這部電影！」，這股熱情也促成了出演的敲定。1978年2月，山本、長谷川與助導相米三人一同拜訪渡邊製作社長渡邊晉，山本親自與其商談，最終確定了澤田的參演。然而，為了調整菅原與澤田的檔期，仍花費了一年多時間。
然而，在當年發行的相關文獻、2001年發售的DVD特典影像，以及《電影秘寶》中的長谷川訪談裡，卻流傳著截然不同的版本。據說當時主角選角一度陷入困境，甚至考慮啟用無名新人[48]。這時，某位助導提議：「茱莉不行嗎？」長谷川才恍然大悟：「對啊，還有澤田這個選項！」。他立即聯絡了曾在《如惡魔般的他》共事的澤田，當天就與他見了面。當時劇本尚未完成，長谷川僅向澤田簡單說明：「有個人獨自製造了原子彈，然後威脅電視台讓他看完棒球轉播」，澤田聽後立刻興奮地回應：「原子彈這個點很宏大，也很有趣呢！」當場就決定接演。長谷川感嘆：「就這樣，我們請到了當時日本最忙碌的超級巨星來演出這個角色。」
1978年9月號的《月刊平凡》收錄了澤田與山口百惠的對談，其中澤田提及自己預計在翌年3至4月與長谷川合作電影，甚至表示如果能與山口共演就好了。
澤田在1978年夏天聽聞此計畫後，開始為角色進行準備，包括調整飲食與鍛鍊體能。此外，為了應對片中的駕駛場面，他還特地於1979年2月至4月間前往自家附近的上北澤駕訓班考取駕照。

### 演出
城戶喬裝成孕婦潛入國會議事堂的場面，是導演長谷川因為澤田俊美的外貌而產生的點子。由於內容敏感，無法獲得國會議事堂拍ㄜ攝許可，因此採用偷拍方式，甚至做好被逮捕的心理準備。澤田回憶：「當時只有一名警衛，他看了我幾眼，雖然表情疑惑，但並未阻止，我心想『這樣就能過去嗎？』，便繼續走下去。拍攝結束後，工作人員立刻帶著我逃離現場」]。
當天，長谷川要求所有助理導演穿西裝打領帶，但他的裝扮卻讓他看起來像黑道分子，而相米則像恐怖組織成員，反而引人懷疑。他指示澤田「撐住五分鐘」，並偷偷拍攝與警察發生爭執的畫面。1982年，澤田在受訪時表示：「《竊取太陽的男人》讓我全情投入，也很合得來。長谷川那種鍥而不捨的作風，讓我不願被壓倒。幾乎全程在拍攝，實在很有成就感，讓我真正理解了電影的魅力，也開始認真考慮演電影」。長谷川則說：「我一開始就告訴澤田，會把他當新人來用。沒想到他竟然如此投入，把自己完全拋出去。我們有一場四分鐘的長鏡頭，拍了17次才過，每次NG都在燒時間和預算，壓力可想而知。NG的主要原因是澤田的長篇台詞，他自己說大概NG了50次以上。最後，我建議把場景拆成前後兩部分拍攝，但澤田堅持再來一次，這反而激勵了我」。
另一方面，菅原文太對靜態演技並不擅長，長時間拍攝時常會不自覺地晃動肩膀或抖腳。長谷川提醒他：「文太先生，這樣會變成黑道角色喔！你可是警視廳的鬼警部，要像不動明王一樣站著！」但他仍然會抖動，讓長谷川只能不斷喊「卡！」。菅原則無奈地回應：「我知道，但就是忍不住」。最後，長谷川忍不住喊道：「文太桑，你的肩膀又動了！」現場瞬間凝結。雖然長谷川原本只是想提醒，但資深工作人員仍拉住他警告：「喂，ゴジ，這樣對前輩太無禮了吧？」。
攝影師鈴木達夫回憶：「菅原先生來自東映，他們有一套獨特的演員制度，拍戲通常一次就OK，這次卻要連拍十幾次，對他來說壓力很大。他能撐下來，真的很了不起」。助導們也感嘆：「這才是真正的明星啊！這些話應該讓日活的那些大明星聽聽」
長谷川說：「我對文太先生的要求很苛刻，叫他不要帶入黑道片的習慣，也不能用氣勢壓人，甚至要他『不要表現出文太先生的個性』。這樣的要求，換作一般資深演員可能早就拂袖而去。但他硬是咬牙撐住，最後還笑著說：『這種折磨五年拍一次就夠了』」。

## 拍攝
電影從一開始就面臨資金不足的問題，起始預算短缺1億7000萬日圓，拍攝天數也受到限制。然而，導演長谷川和編劇山本決定不刪減劇本內容，堅持完整拍攝。儘管與東寶的合約規定影片長度約為2小時20分鐘，最終仍有約1小時的片段未被使用。製片山本表示，他認為「電影的魅力正是在看似無用的片段中延展開來。」最終，製作費達到3億9000萬日圓，拍攝期間從1979年4月25日持續至8月8日，共86天，使用膠片約17萬至19萬英尺（約35小時），最終剪輯至1萬3000英尺。這部作品的膠片使用量相當於一般日本電影的3至4倍。
電影於1979年4月25日開拍，男主角澤田研二的行程也特別空出4月至7月整整3個月。然而，澤田的經紀公司（渡邊製作）嚴格要求：「夏季一定要進行全國巡演，因此拍攝必須在7月前完成。」當年的巡演不僅涵蓋全國，更計劃在新加坡以及中國舉辦演唱會，成為首位在中國舉行演唱會的外國歌手。原計劃6月殺青、7月完成後期製作，錄音技師紅谷愃一亦已排定8月4日參與另一部電影《復活之日》，應能順利銜接。
然而，由於劇本過於龐雜，長谷川在未完全整理的情況下便開始拍攝，結果規模龐大的場面接連累積，使得拍攝進度嚴重延誤。。他堅持拍攝所有劇本內容，每日幾乎徹夜工作，副導演伊地智雖不斷抱怨，但長谷川始終不願刪減內容。當超過一半戲份拍攝完成後，長谷川的話語權變得更強，無人能阻止他的拍攝計劃。最終，7月仍未能完成拍攝，不得不先讓澤田離開，使得拍攝計劃陷入混亂。由於拖延導致工作人員合約到期，許多人開始離開劇組，甚至連長谷川也因焦慮而暴躁發怒，導致人手更為短缺。到了8月下旬，劇組僅能在沒有澤田的情況下，拍攝高速公路上行駛車輛的場景。為了補足鏡頭，副導演相米慎二成立B組，使用替身補拍部分場景。當澤田返回劇組時，現場只剩相米一人擔任副導演，燈光組亦僅剩熊谷秀夫，而伊地智甚至親自負責發放便當。由於無法變更澤田的行程，僅能依靠殘存的成員完成拍攝，現場形同「像雞啄米般，一點一點地把工作做完。」
黑澤清回憶，電影拍攝延誤數週並不罕見，但延誤數月則極為特殊，並表示這種特殊的傳統日後影響了相米慎二的導演風格。負責第二助導的榎戶耕甚至直言：「《竊取太陽的男人》是我唯一不想回憶的作品。」當時還是學生的黑澤清，本來只是無名的製作進行，卻因人員短缺被推上B組製片的角色，甚至被託付數十萬至數百萬日圓的資金，讓他不禁思考：「如果我跑了，他們該怎麼辦？」由於拍攝時間過長，他回到立教大學時已經變成五年級生，錯失了就業機會，最終在長谷川的邀請下，逐漸踏入電影界。
隨後，相米慎二因執導藥師丸博子的《翔んだカップル》（《飛翔的情侶》）正式成為導演，該片的演出團隊大多來自《竊取太陽的男人》的班底。然而，當黑澤清也希望加入時，卻被告知：「你不行，否則長谷川就孤身一人了。」於是，他成了長谷川的貼身助手，並因此進入電影界，最終加入導演公司（Director’s Company）。本片最終於1979年9月初殺青，原定2個月的拍攝計劃延長至4個月。

## 發行
《竊取太陽的男人》於1979年10月6日於日本共157個影院上映，雖然在都市地區票房不錯，但在地方城市卻遭遇了慘敗。從日本全國範圍來看，無法算作一個興行上的成功。
小中和哉曾回憶道：「我在高中時看過這部電影，感動得很，還特地去影院看了兩次，但當時的觀眾並不多。」《電影旬報》1980年2月下旬的報導中寫道：「Kitty Film可能已經無法再東山再起了。」

## 榮譽
這部電影在各大獎項中獲得了多項榮譽：
- 第53屆《電影旬報》最佳十部電影：
  - 日本電影最佳十部第2位
  - 讀者選出的日本電影最佳十部第1位
- 第34屆每日電影獎監督獎（長谷川和彦）
- 第4屆報知電影獎作品獎、主演男優獎（沢田研二）
- 電影藝術（日语：映画芸術）誌最佳十部電影第3位
- 第1屆橫濱電影節作品獎、監督獎
- 第3屆日本電影學院獎最佳男配角獎（菅原文太）
- 2009年度《電影旬報》全時代最佳電影遺產200（日本電影篇）中排名第7位
- 2018年8月上旬號《電影旬報》1970年代日本電影最佳十部第1位
- 2020年，英國電影協會選出的1925年至2019年間最優秀的日本電影95部之一

## 評價
電影評論家轟夕起夫在其著作中提到：「回顧1979年，我認為這一年對日本電影史來說是非常重要的。因為這一年，將會被後人傳頌的兩部動作電影《竊取太陽的男人》和《魯邦三世 卡里奧斯特羅之城》都在此時上映。”儘管這兩部電影在一些人中獲得熱烈的評價，但它們在票房上並未成功。然而，隨著時間的流逝，這兩部作品最終成為了永恆經典，並且被重新評價。電影評論家樋口尚文則在1997年5月《朝日新聞》的「我的青春英雄」專欄中，提到電影中的主人公城戶誠，並表達了對這部作品的熱愛。他在2004年出版的《『砂の器』與『日本沈没』 1970年代日本超大作電影》一書中，深入分析了這電影，並表示：「隨著1990年代中期以後，媒體影響下的消費社會產生的劇場型少年犯罪以及邪教集團的暴走等現象成為現實，這部作品所先行描繪的人物形象與世界觀，逐漸讓我們更感覺與自身的生活接近。這部電影不僅沒有過時，反而依然是『當代的電影』。」
本片的副導演相米則表示，儘管這部電影的評價很好，但因為沒有受到孩子們的喜愛，這部電影未能取得票房上的成功。電影記者大高宏雄則認為，要讓像《竊取太陽的男人》這樣的電影在市場上成功，僅僅擁有高品質是不夠的，像角川電影那樣的大規模宣傳也同樣是不可或缺的。。
1979年10月，當美國電影導演马丁·斯科塞斯和妻子伊莎貝拉·羅塞里尼來到日本度蜜月時，斯科塞斯表示想觀看一部日本電影並與導演交流，於是他與長谷川和彥進行了一場對談。斯科塞斯談到《竊取太陽的男人》時說：「這個片名真棒，首先我就喜歡它。我自己拍的電影標題從來不太滿意。現在我正在紐約拍攝《愤怒的公牛》，我來日本的目的是為了了解觀眾對我電影的感受，看完《竊取太陽的男人》後，我也獲得了很大的啟發，這讓我回到紐約後能夠繼續拍攝自己的電影。
其他評論家方面，塩田時敏將這部電影評價為「日本最偉大的反核電影」。。評論家山田五郎稱其為「Julie's電影的巔峰之作」。矢部史郎則認為，《竊取太陽的男人》是一部由美國人編劇、日本人導演拍攝的原子彈電影，影片不提及廣島、長崎的戰火，也不涉及比基尼环礁的水爆實驗，這部電影嘗試以超越日本特有的視角，重新詮釋原子彈的恐怖。。鈴木一誌則分析道：“電影的過程中逐漸顯示出，國家最害怕的並非原子彈的存在本身，而是「製造原子彈的人存在」的這一消息，這裡透露出對權威的挑戰。
相原斎在2023年討論《竊取太陽的男人》時表示，這部電影跨越了日美間的文化鴻溝，以獨特的視角表達了原子彈的可怕，並成為電影史上異彩閃耀的一部。他認為，這部電影通過超越國家間的視角差異，對原子彈的恐怖進行了深入刻畫。君塚良一也提到：「在大學時，我對《竊取太陽的男人》的突然出現感到驚訝，影片中的追車戲和槍戰讓我著迷，而其主題則讓我毛骨悚然。再次觀看後，我驚訝於它與《魚》的相似之處。」西川美和則提出，當時的電影拍攝現場是反體制者和社會不適應者的聚集地，電影的創作充滿了「法律、警察算什麼？」這樣的氣概。她認為，這些電影展現的獨特人性觀念，超越了傳統的善惡之分，將觀眾帶入了與教師和社會輿論所傳達的完全不同的世界。她也提到，像是《七武士》、《竊取太陽的男人》、《無仁義之戰》以及《新幹線大爆破》這些電影，以近乎瘋狂的方式製作出來，展現了驚人的力量。西川表示，參與這些作品的工作人員一旦被這種震撼的電影世界所打動，就再也無法體驗到如此強烈的興奮感。。
2022年，美國作家兼影評人尼克·紐曼（Nick Newman）在《視與聽》（Sight and Sound）的「史上最佳電影」名單中列入了《竊取太陽的男人》，並表示：「如果這個世界還算公正，那麼這部電影應該與日本電影的經典標竿並列觀看。」

## 影響
- 在松坂桃李與中村倫也的對談中，中村提到這部電影是他喜愛的作品，特別讚揚了澤田的表演和菅原演繹的警察角色。[65]中村表示，「在高中時，每年大約看100部電影，這部電影讓我著迷。作品中充滿了無法言喻的力量，我對這種力量深感憧憬。」[66]
- V6的岡田準一在電影雜誌的訪談中，也將本作列為自己喜愛的電影，並評論道，「觀看這部電影時，能感受到電影製作人們的努力和艱辛，充滿了強大的力量。」[67]
- 在2009年6月上映的動畫電影《福音戰士新劇場版：破》中，使用了本作的BGM《YAMASHITA》來配合伊吹真耶的通勤場景[68]（該曲目也被收錄在同作的原聲帶中）。參與本作的故事板製作的樋口真嗣曾表示，本作是他個人最佳電影三強之一，並在DVD特典中參與了相關討論。[19][69]
- 在電視動畫《DokiDoki! 光之美少女》中，城戶老師的人物設定受到了本作中城戶的啟發。
- 動畫導演矢部史郎（日语：矢部史郎）曾表示：「《竊取太陽的男人》是我最喜愛的電影之一，已經持續20年。我記得在朝日文化中心舉辦的動漫講座中，我專門談了這部電影。作品中透出的一種『放手一搏』的感覺深深打動了我。換句話說，就是『如果不拍這部電影，那該拍什麼呢？』這種情感一直影響著我，也成為了我導演生涯的指導思想。」[70]
- 另一位動畫導演渡边信一郎在《映畫秘寶》訪談中，將《竊取太陽的男人》列為自己最喜愛的電影之一，並稱其為「令人毛骨悚然的電影」。[71]他認為，《竊取太陽的男人》對他產生了深遠的影響，甚至認為自己的作品《東京殘響》也是對本作的致敬。[70][72]
- 漫畫家押見修造在談到《惡之華》的電視動畫化時，提到導演長瀨博史曾對他說，「你想表達的內容，正是《太陽を盜んだ男》的精神。」押見表示，這句話使他確信長瀨將會將《惡の華》引導到正確的方向。[73]
- 作家丸茂純（日语：丸茂ジュン）決定成為作家時，原本打算寫色情小說，卻不知如何下手。觀看了本作後，他靈感迸發，認為「這部電影的創作方式太自由了，原來可以這麼大膽地做。」這部電影的啟發使他最終創作出了《痴女伝説》，並表示，「如果沒有《竊取太陽的男人》，就沒有今天的我。」[74]
- Base Ball Bear的《ELECTRIC SUMMER》MV導演兒玉裕一（日语：児玉裕一）表示，這支MV的創意靈感來自《竊取太陽的男人》，並特別設計了「偷走太陽的少女」這個設定。[75]該MV在本作最後的拍攝地點－科學技術館屋頂拍攝。
- 水道橋博士表示，他是透過觀看《竊取太陽的男人》迷上了電影，並一度考慮成為長谷川或北野武的弟子。[76][77]他回憶稱，在1982年大林宣彥導演的《轉校生》上映時，曾在渋谷松竹影院偶遇長谷川，卻在猶豫中未與其打招呼，但他最後選擇跟隨北野成為弟子，這也為他的未來奠定了基礎。[76][77]
- TBS導演土井裕泰也將《竊取太陽的男人》視為自己最有影響力的電影之一。[78]
- 許多知名人士，如秋元康、江頭2:50、大槻健治（日语：大槻ケンヂ）[79]、永瀨正敏等，也都將本作列為他們喜愛的電影。秋元曾在2005年接受《電影旬報》採訪時表示，自己非常喜歡《竊取太陽的男人》，並開玩笑說，如果他能像《鬼來電》那樣成功製作一部娛樂片，他或許會考慮製作《竊取太陽的男人2》。[80][81]
- 2014年，三浦大輔（日语：三浦大輔 (作家)）與峯田和伸（日语：峯田和伸）共同創作並主演的劇作《母に欲す》受到了《竊取太陽的男人》的啟發。[82]
- 2018年秋季，電視節目《非獸性男女》中的第7集，松田龍平飾演的根元恆星向新垣結衣飾演的深海晶推薦了《竊取太陽的男人》。[83]
- 2022年，中國放送的主持人橫山雄二在其執導的《愚か者のブルース》中，表示這部作品的創作靈感源自長谷川的風格。

## 影像發行與串流平台
2001年9月21日，Amuse Soft（發行方：Amuse Pictures，現為Showgate）推出了經過新母帶修復的VHS錄影帶及DVD「ULTIMATE PREMIUM EDITION」。DVD特典包括由讀賣電視台製作的《11PM》特集節目、長谷川的好友上田正樹帶領觀眾探訪拍攝地的特別節目，以及自稱本片影迷的永瀨正敏、樋口真嗣與長谷川的對談影片。2006年，無特典版本的DVD重新發行。此外，在DVD化時，音效被重新混音為杜比數位5.1聲道（上映當時為杜比單聲道）。
截至2024年，本片尚未推出藍光版本。在串流平台方面，最早於Netflix上架，並在iTunes上提供購買，Hulu亦曾經播出。U-NEXT自2021年3月12日起提供線上觀看服務。

### 電視播出
地面電視方面，本片於上映四年後，即1983年10月6日（星期四）首次在朝日電視台播出（部分場景遭刪減）。之後，1991年11月9日（星期六），NHK BS頻道在特別節目《澤田研二特集——JULIE ON SCREEN——》中再次播放本片。

## 外部連結
- 太陽を盗んだ男 - 日本电影数据库
- 太陽を盗んだ男 - allcinema
- 太陽を盗んだ男 - KINENOTE
- AllMovie上《太陽を盗んだ男》的资料（英文）
- 互联网电影数据库（IMDb）上《太陽を盗んだ男》的资料（英文）